# Roissy-en-Brie
Roissy-en-Brie è un comune francese di 22 434 abitanti situato nel dipartimento di Senna e Marna nella regione dell'Île-de-France.

## Società

### Evoluzione demografica
Abitanti censiti

## Amministrazione

### Gemellaggi
- Barmstedt, Germania
- Colwyn Bay, Regno Unito